# Куприянов, Емельян Иванович
Емельян Иванович Куприянов (1897—1966) — офицер НКВД (в 1939—1945 годах), подполковник госбезопасности (с 11 февраля 1943 года), депутат Верховного Совета СССР. Один из исполнителей катынского расстрела.

## Биография
Родился в д. Дедово Николо-Ветлицкой волости Смоленской губернии. Происходил из семьи ткача. В 1918—1921 годы в Красной Армии. С 1924 года — член большевистской партии. В 20-30-е годы XX века — работник партийного аппарата и партийный секретарь в территориальных органах Рабоче-Крестьянской инспекции.
В органы ГБ переведён в декабре 1938 г. с должности первого секретаря РК ВКП(б) в звании капитана госбезопасности. В 1939—1941 годах начальник Областного Управления НКВД в Смоленске.
В 1941—1945 годах работал в системе ГУЛАГ и лагерях для военнопленных НКВД. 10 марта 1945 года уволен в запас. Затем работал как чиновник и директор зернового комбината в Смоленске.
С 3 октября 1945 г. в запасе. Председатель Рославльского райисполкома (октябрь 1945 — октябрь 1947 г.), председатель Рославльского горисполкома (октябрь 1947 — март 1953 г.), директор Рославльского хлебокомбината (с апреля 1953 г.). Умер 10 сентября 1966 года, похоронен на Вознесенском кладбище города Рославля Смоленской области.
Депутат ВС СССР 1 созыва (доизбран).
Награждён Орденом «Знак Почета» (26.04.1940) и двумя медалями.